# Coupe d'Europe de BMX 2022
Navigation
2021 2023
La 9e édition de la Coupe d'Europe de BMX a lieu du 2 avril au 26 juin 2022. Cette année, six villes étapes organisent chacune deux épreuves consécutivement.

## Hommes élites

### Résultats
| #   | Lieu      | Date     | Vainqueur      | Deuxième        | Troisième         | Leader du classement général |
| --- | --------- | -------- | -------------- | --------------- | ----------------- | ---------------------------- |
| 1.  | Vérone    | 2 avril  | Niek Kimmann   | Sylvain André   | Carlos Ramírez    | Niek Kimmann                 |
| 2.  | Vérone    | 3 avril  | Léo Garoyan    | Sylvain André   | Ross Cullen       | Sylvain André                |
| 3.  | Zolder    | 17 avril | Romain Mayet   | Carlos Ramírez  | Diego Arboleda    | Romain Mayet                 |
| 4.  | Zolder    | 18 avril | Diego Arboleda | Romain Mayet    | Dave van der Burg | Romain Mayet                 |
| 5.  | Ravels    | 30 avril | Stefan Heil    | Eddy Clerté     | Quillan Isidore   | Romain Mayet                 |
| 6.  | Ravels    | 1er mai  | Eddy Clerté    | Quillan Isidore | Ruben Gommers     | Romain Mayet                 |
| 7.  | Stuttgart | 14 mai   | Diego Arboleda | Paddy Sharrock  | Stefan Heil       | Romain Mayet                 |
| 8.  | Stuttgart | 15 mai   | Cédric Butti   | Philip Schaub   | Julian Schmidt    | Romain Mayet                 |
| 9.  | Kampen    | 4 juin   | Kye Whyte      | Simon Marquart  | Quillan Isidore   | Romain Mayet                 |
| 10. | Kampen    | 5 juin   | Kye Whyte      | Ruben Gommers   | Philip Schaub     | Romain Mayet                 |
| 11. | Valmiera  | 25 juin  | Romain Mayet   | Eddy Clerté     | Gonzalo Molina    | Romain Mayet                 |
| 12. | Valmiera  | 26 juin  | Eddy Clerté    | Romain Mayet    | Kristens Krigers  | Romain Mayet                 |

### Classement général
| Pos | Cycliste         | Pays            | Total |
| --- | ---------------- | --------------- | ----- |
| 1   | Romain Mayet     | France          | 475   |
| 2   | Eddy Clerté      | France          | 467   |
| 3   | Diego Arboleda   | Colombie        | 332   |
| 4   | Quillan Isidore  | Grande-Bretagne | 289   |
| 5   | Stefan Heil      | Allemagne       | 233   |
| 6   | Paddy Sharrock   | Grande-Bretagne | 221   |
| 7   | Mitchel Schotman | Pays-Bas        | 218   |
| 8   | Ross Cullen      | Grande-Bretagne | 216   |
| 9   | Ruben Gommers    | Belgique        | 210   |
| 10  | Kye Whyte        | Grande-Bretagne | 197   |

## Femmes élites

### Résultats
| #   | Lieu      | Date     | Vainqueur                 | Deuxième                  | Troisième                 | Leader du classement général |
| --- | --------- | -------- | ------------------------- | ------------------------- | ------------------------- | ---------------------------- |
| 1.  | Vérone    | 2 avril  | Laura Smulders            | Bethany Shriever          | Zoé Claessens             | Laura Smulders               |
| 2.  | Vérone    | 3 avril  | Zoé Claessens             | Bethany Shriever          | Laura Smulders            | Zoé Claessens                |
| 3.  | Zolder    | 17 avril | Bethany Shriever          | Laura Smulders            | Mariane Beltrando         | Laura Smulders               |
| 4.  | Zolder    | 18 avril | Zoé Claessens             | Saya Sakakibara           | Nadine Aeberhard          | Zoé Claessens                |
| 5.  | Ravels    | 30 avril | Malene Kejlstrup Sørensen | Judy Baauw                | Doménica Azuero           | Zoé Claessens                |
| 6.  | Ravels    | 1er mai  | Malene Kejlstrup Sørensen | Thalya Burford            | Michelle Wissing          | Zoé Claessens                |
| 7.  | Stuttgart | 14 mai   | Bethany Shriever          | Zoé Claessens             | Judy Baauw                | Zoé Claessens                |
| 8.  | Stuttgart | 15 mai   | Bethany Shriever          | Zoé Claessens             | Judy Baauw                | Zoé Claessens                |
| 9.  | Kampen    | 4 juin   | Bethany Shriever          | Molly Simpson             | Malene Kejlstrup Sørensen | Bethany Shriever             |
| 10. | Kampen    | 5 juin   | Bethany Shriever          | Malene Kejlstrup Sørensen | Paola Reis Santos         | Bethany Shriever             |
| 11. | Valmiera  | 25 juin  | Laura Smulders            | Merel Smulders            | Veronika Stūriška         | Bethany Shriever             |
| 12. | Valmiera  | 26 juin  | Laura Smulders            | Merel Smulders            | Vineta Pētersone          | Bethany Shriever             |

### Classement général
| Pos | Cycliste             | Pays            | Total |
| --- | -------------------- | --------------- | ----- |
| 1   | Bethany Shriever     | Grande-Bretagne | 466   |
| 2   | Laura Smulders       | Pays-Bas        | 330   |
| 3   | Zoé Claessens        | Suisse          | 322   |
| 4   | Judy Baauw           | Pays-Bas        | 232   |
| 5   | Thalya Burford       | Suisse          | 218   |
| 6   | Mathilde Doudoux     | France          | 209   |
| 7   | Saya Sakakibara      | Australie       | 206   |
| 8   | Dorte Balle          | Danemark        | 196   |
| 9   | Andrea Escobar Yepes | Colombie        | 139   |
| 10  | Manon Veenstra       | Pays-Bas        | 129   |